# معركة المكلا (2015)
معركة المكلا هو صدام مستمر بين تنظيم القاعدة في جزيرة العرب ورجال قبائل محليين من أجل السيطرة على المدينة الساحلية المكلا بمحافظة حضرموت غرب اليمن. حيث استولى مقاتلي القاعدة على مدينة المكلا في 2 أبريل، وفرضوا سيطرتهم على العديد من المباني الحكومية، بما في ذلك القصر الرئاسي ومقر المنطقة العسكرية الثانية. وهاجموا السجن المركزي في المدينة بقذيفة صاروخية وحرروا 300 سجينا، بينهم خالد باطرفي، الذي نشرت له عدة صور في وسائل التواصل الاجتماعي، وهو داخل القصر الرئاسي بمدينة المكلا،  وقاموا بمهاجمة مقر شرطة المكلا ومبنى الإدارة المحلية لمحافظة حضرموت.
وجائت تلك الهجمات مع انسحاب مفاجئ لوحدات عسكرية موالية للرئيس السابق علي عبد الله صالح من مقارها في محافظة حضرموت، مما سهل لمسلحي القاعدة السيطرة على المدينة بأقل الخسائر. وذلك في نفس الوقت الذي تخوض فيه قوات عسكرية موالية لعلي عبد الله صالح والحوثيون هجوماً واسعاً على جنوب اليمن لمحاولة السيطرة على عدن، حيث شهدت عدن معارك شرسة يوم الخميس 2 أبريل بين أنصار الرئيس اليمني عبد ربه منصور هادي، والقوات الموالية لعلي عبد الله صالح والحوثيين، وذلك في اليوم الثامن لعملية عاصفة الحزم التي يشنها الجيش السعودي ضد الحوثيين وأنصار صالح في اليمن.
في اليوم التالي خاض مسلحون قبليون اشتباكات خارج المدينة مع قوات مرتبطة بعلي عبد الله صالح، مما أدى إلى مقتل اثنين من الجنود وأحد رجال القبائل، وسيطر القبائل يوم الجمعة 3 أبريل على قاعدتي الشحر والريان العسكريتين في ساحل بحر العرب شمال شرق المكلا إثر انسحاب قوات عسكرية منهما. وتمكنوا من دخول المكلا والسيطرة عليها.
الجدير بالذكر أن النخبة الحضرمية قامت بتحرير المكلا من تنظيم القاعدة.